# التعليم في أندورا
التعليم في أندورا إجباري لكل الأطفال ما بين سن السادسة والسادسة عشر. نظريا، نسبة الأمية منعدمة في أندورا.

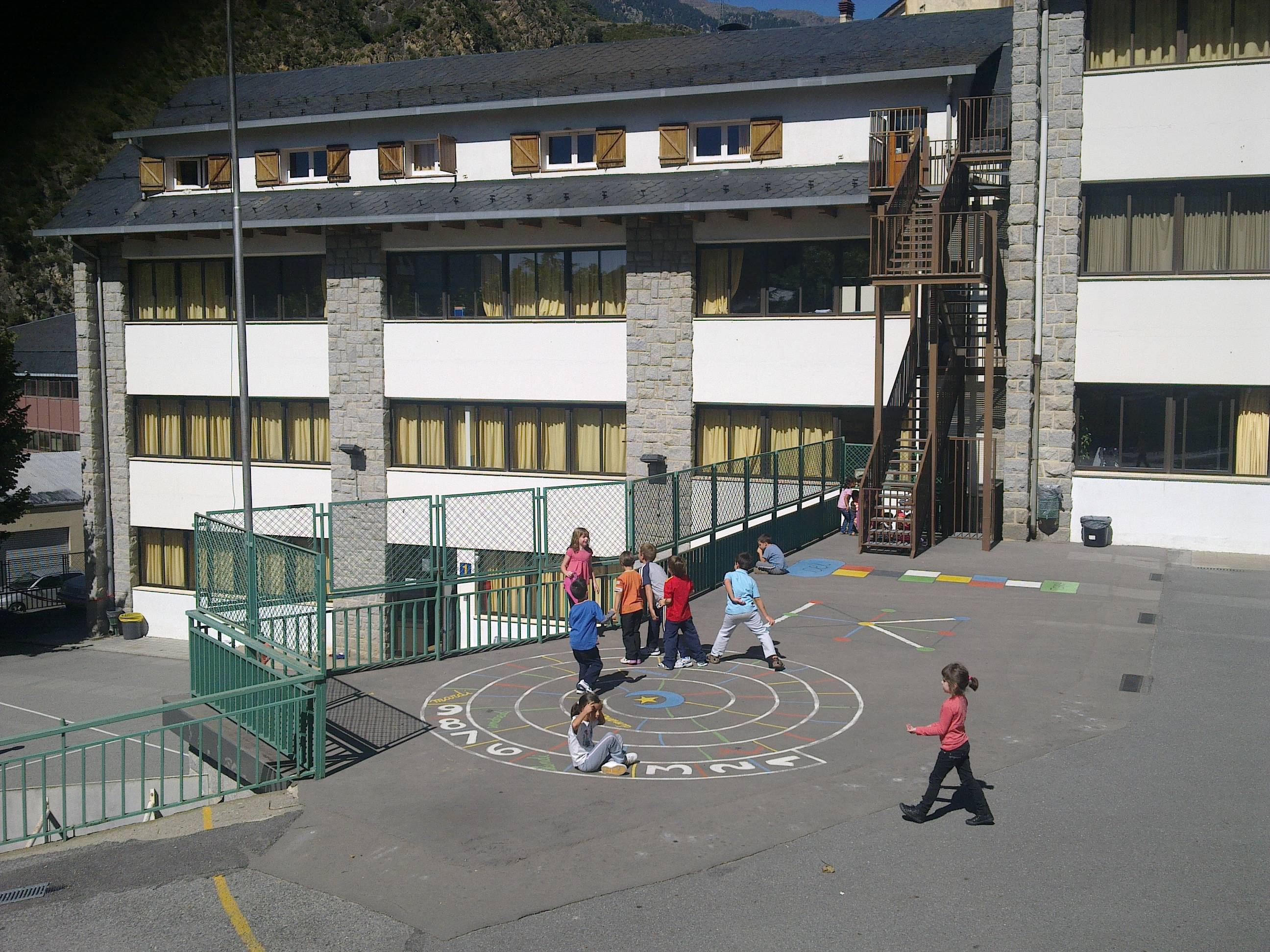
مدرسة ابتدائية في أندورا.

## التعليم الإبتدائي والثانوي
يوجد ثلاث أنظمة من المدارس في البلاد، مقسمة حسب اللغة المستخدمة في التعليم، وهي الفرنسية، الإسبانية، والأندورية. الحكومة الفرنسية تقوم بتمويل الجامعات الناطقة بالفرنسية بشكل جزئي، في حين أن المدارس في جنوب البلاد بالقرب من الحدود مع إسبانيا ممولة من طرف الكنيسة. ساهمت الكنيسة الكاثولكية في إدراج الكتلانية ضمن مناهج التعليم، وهي واحدة من اللغات المحلية. حوالي خمسين بالمائة من التلاميذ يدرسون في مدارس إبتدائية ناطقة بالفرنسية. عموما، تتيع المدارس في أندورا المنهاج التعليمي الإسباني، والشهادات الأندورية معترف بها من إسبانيا. في عام 2003 بلغت نسبة الإلتحاق بالمدارس الإبتدائية حوالي 89 بالمائة، منها 88 ذكور و90 بالمائة إناث. في نفس العام، بلغت نسبة الإلتحاق بالمدارس الثانوية 71 بالمائة، منها 69 بالمائة ذكور و74 بالمائة إناث. نسبة المعلمين للتلاميذ في عام 2003 بلغت حوالي 12:1 في المدارس الابتدائية و 7:1 في المدارس الثانوية.

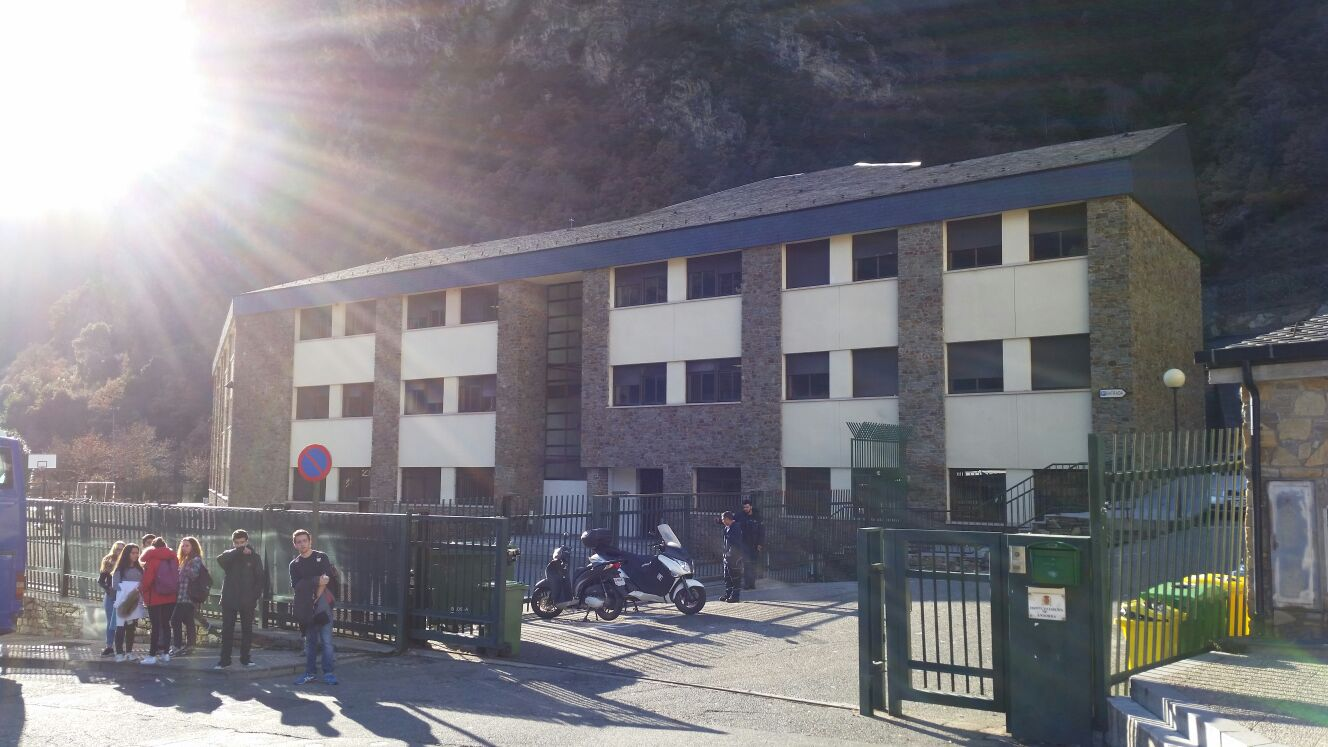
المعهد الإسباني في لا مارغينيدا.

## التعليم العالي
تأسست جامعة أندورا في عام 1997. للجامعة نسبة إلتحاق صغيرة، وتقدم أغلب دروسها عن بعد من خلال جامعات في فرنسا وإسبانيا. معظم التلاميذ الذين يودون إكمال دراسات عليا يلتحقون بجامعات في فرنسا وإسبانيا. في عام 2003، حوالي 8 بالمائة من التلاميذ أكملوا دراسات عليا.